# Ben Bredeson
Ben Bredeson (Hartland, 20 febbraio 1998) è un giocatore di football americano statunitense che milita nel ruolo di offensive guard per i Tampa Bay Buccaneers della National Football League (NFL).

## Carriera

### Baltimore Ravens
Brederson al college giocò a football a Michigan dal 2015 al 2019. Fu scelto nel corso del quarto giro (143º assoluto) del Draft NFL 2020 dai Baltimore Ravens. Nella sua stagione da rookie disputò 10 partite, nessuna delle quali come titolare.

### New York Giants
Il 31 agosto 2021 Bredeson fu scambiato con i New York Giants assieme a una scelta del quinto giro del Draft 2022 per una scelta del quarto giro del 2022.

### Tampa Bay Buccaneers
Il 15 marzo 2024 Bredeson firmò con i Tampa Bay Buccaneers.